# Нормал (фильм)
«Нормал» (англ. Normal) — предстоящий криминальный триллер Бена Уитли по сценарию Дерека Колстада. В нём снялись Боб Оденкерк, Генри Уинклер, Лина Хиди, Билли Маклеллан, Брендан Флетчер, Питер Синкода, Джесс Маклауд и Райан Аллен.

## Сюжет
После смерти шерифа тихого городка Нормал в него в качестве временного шерифа прибывает Улисс (Оденкерк). После ограбления местного банка Улиссу открываются преступные тайны городка.

## В ролях
- Боб Оденкерк — Улисс
- Генри Уинклер — мэр Нормала
- Лина Хиди — Мойра
- Райан Аллен
- Билли Маклеллан[англ.]
- Брендан Флетчер
- Питер Синкода[англ.]
- Джесс Маклауд[англ.]

## Производство
В феврале 2024 года стало известно, что Бен Уитли снимет фильм «Нормал» по сценарию Дерека Колстада. На главную роль в фильме был утверждён Боб Оденкерк. В ноябре 2024 года стало известно, что фильме также снимутся Генри Уинклер, Лина Хиди, Билли Маклеллан, Брендан Флетчер, Питер Синкода, Джесс Маклауд и Райан Аллен. Съёмки начались 21 октября 2024 года в Виннипеге.